# Grenddy Perozo
Grenddy Adrián Perozo Rincón (ur. 28 lutego 1986 w Maracaibo) – piłkarz wenezuelski grający na pozycji środkowego obrońcy. Od 2010 roku jest zawodnikiem klubu AC Ajaccio.

## Kariera klubowa
Karierę piłkarską Perozo rozpoczął w klubie Trujillanos FC. W sezonie 2002/2003 zadebiutował w jego barwach w wenezuelskiej Primera División. Grał w nim do końca 2004 roku, a na początku 2005 roku odszedł do Deportivo ItalMaracaibo. Latem 2005 ponownie zmienił klub i przeszedł do Deportivo Táchira. Zawodnikiem Deportivo był do końca sezonu 2006/2007.
W 2007 roku Perozo odszedł z Deportivo Táchira do Deportivo Anzoátegui. W 2008 roku zdobył z nim Copa de Venezuela. W 2010 roku przeszedł do kolumbijskiego zespołu Boyacá Chicó.
| Sezon   | Klub                    | Kraj      | Rozgrywki        | Mecze | Bramki | Rozgrywki Europy | Mecze | Bramki |
| ------- | ----------------------- | --------- | ---------------- | ----- | ------ | ---------------- | ----- | ------ |
| 2002/03 | Trujillanos FC          | Wenezuela | Primera División | ?     | ?      | -                | -     | -      |
| 2003/04 | Trujillanos FC          | Wenezuela | Primera División | ?     | ?      | -                | -     | -      |
| 2004/05 | Trujillanos FC          | Wenezuela | Primera División | ?     | ?      | -                | -     | -      |
| 2004/05 | Deportivo ItalMaracaibo | Wenezuela | Primera División | ?     | ?      | -                | -     | -      |
| 2005/06 | Deportivo Táchira       | Wenezuela | Primera División | ?     | ?      | -                | -     | -      |
| 2006/07 | Deportivo Táchira       | Wenezuela | Primera División | ?     | ?      | -                | -     | -      |
| 2007/08 | Deportivo Anzoátegui    | Wenezuela | Primera División | 24    | 2      | -                | -     | -      |
| 2008/09 | Deportivo Anzoátegui    | Wenezuela | Primera División | 30    | 0      | -                | -     | -      |
| 2009/10 | Deportivo Anzoátegui    | Wenezuela | Primera División | 25    | 2      | -                | -     | -      |
| 2010    | Boyacá Chicó            | Kolumbia  | Primera A        | 11    | 0      | -                | -     | -      |
| 2011    | Boyacá Chicó            | Kolumbia  | Primera A        | 14    | 2      | -                | -     | -      |
| 2012    | Olimpo (wyp.)           | Argentyna | Primera División | 7     | 1      | -                | -     | -      |
| 2012    | Boyacá Chicó            | Kolumbia  | Primera A        | 14    | 2      | -                | -     | -      |
| 2012/13 | Deportivo Táchira       | Wenezuela | Primera División | 13    | 1      | -                | -     | -      |
| 2013/14 | AC Ajaccio              | Francja   | Ligue 1          | 0     | 0      | -                | -     | -      |

Stan na: 18 lipca 2013 r.

## Kariera reprezentacyjna
W reprezentacji Wenezueli Perozo zadebiutował w 2006 roku. W 2011 roku zajął z kadrą narodową 4. miejsce w Copa América 2011. Na tym turnieju rozegrał pięć meczów: z Brazylią (0:0), z Ekwadorem (1:0), z Paragwajem (3:3 i gol), ćwierćfinał z Chile (2:1) i półfinał z Paragwajem (0:0 k. 3:5).